# Élections législatives de 2022 dans l'Aisne
Les élections législatives françaises de 2022 se déroulent les 12 et 19 juin 2022. Dans l'Aisne, cinq députés sont à élire dans le cadre de cinq circonscriptions.

## Contexte politique

### À l'Assemblée
En 2017, le Front national, aujourd'hui le Rassemblement national, n'a obtenu aucun député dans le département, alors qu'il a été présent dans des duels lors du second tour de chacune des cinq circonscription du département et que Marine Le Pen a obtenu son meilleur score national lors de la présidentielle avec 52,91 % des voix au second tour. La République en marche parvient à obtenir trois députés dans le département avec un sortant Jacques Krabal et deux nouveaux, Aude Bono-Vandorme et Marc Delatte. La droite conserve un député sortant, issu des Républicains, Julien Dive. La gauche perd trois sièges, mais elle conserve un député, issu du Parti socialiste, Jean-Louis Bricout, qui reste le seul député socialiste des Hauts-de-France.
Aude Bono-Vandorme, député de la 1re circonscription, intègre la commission des Affaires européennes et la Commission de la Défense nationale et des Forces armées entre 2017 et 2020 pour rejoindre ensuite la commission des Finances. Dans le cadre des fonctions liées à son mandat parlementaire, elle est également membre de la délégation française à l'Assemblée parlementaire de l'Organisation pour la sécurité et la coopération en Europe (OSCE). En 2019, elle se présente à la présidence de la commission de la Défense nationale et des Forces armées lors de la remise en jeu des postes au sein de la majorité.
Julien Dive, député de la 2e circonscription, rejoint la commission des Affaires économiques et devient vice-président de cette commission en juillet 2020. Il renonce à son mandat de maire d'Itancourt, à la suite de sa réélection en juillet 2017, en raison du non-cumul des mandats. Il reste cependant conseil municipal d'Itancourt et il est d'ailleurs réélu conseiller municipal en 2020 sur la liste de la majorité sortante. De juillet 2018 à juin 2019, il est président de la mission d'information relative aux freins à la transition énergétique, et il est également secrétaire général adjoint délégués des Républicains chargé de la région Hauts-de-France depuis octobre 2019.
Jean-Louis Bricout, député de la 3e circonscription, devient membre de la commission des Finances. Maire de Bohain-en-Vermandois depuis 2008, il démissionne de son poste de maire en juin 2017 en raison du non-cumul des mandats. Il est membre de plusieurs missions d'information parlementaire. Il fait partie de celle sur la rénovation thermique des bâtiments, celle sur les entreprises en difficulté du fait de la crise sanitaire et celle sur l'impôt universel... Après des désaccords avec le Parti socialiste, comme son absence sur la liste d'union de la gauche des élections régionales de 2021, il décide de quitter le parti après cette élection, mais il reste membre du groupe socialiste.
Marc Delatte, député de la 4e circonscription intègre la commission des Affaires sociales. Il participe également à la commission des Finances entre 2017 et 2021. Élu en 2014, il est conseiller municipal de Cuffies jusqu'en 2020, date de la fin de son mandat, où il ne se représente pas. En parallèle de son activité de parlementaire, Marc Delatte continue d'exercer une partie de son métier de médecin généraliste. Il est vice-président des groupes d'amitié France-Allemagne et France-Australie. Il intègre la commission spéciale chargée d'examiner le projet de loi relatif à la bioéthique entre 2017 et 2019 comme membre. Il est le rapporteur de la mission d'évaluation et de contrôle des lois de financement de la sécurité sociale entre 2017 et 2021.
Jacques Krabal, député de la 5e circonscription, rejoint la commission du Développement durable et de l'Aménagement du territoire. Il est vice-président de cette commission entre 2017 et 2018. Maire de Château-Thierry depuis 2008, il démissionne de son poste en juillet 2017, mais il reste conseiller municipal. Il fait partie de plusieurs groupes d'études à l'Assemblée comme celui de la Francophonie et celui de la chasse, pêche et territoire... Il a été vice-président de la commission d'enquête sur les dysfonctionnements et manquements de la politique pénitentiaire française. Il est aussi membre de la section française de l'Assemblée parlementaire de la francophonie, dont il est le secrétaire général depuis 2018.

### Élections intermédiaires
Les élections européennes de 2019 montrent un résultat en progression au niveau de la participation dans l'Aisne avec environ 52 % comme celui de l'échelle nationale. La liste RN arrive en tête avec 39,88 % des voix exprimés et réalise son meilleur score national dans le département,. Elle devance largement la liste LREM avec 15,65 % des suffrages exprimés. La liste EELV se retrouve troisième avec 7,83 % des suffrages exprimés, suivi de la liste LR avec 7,19 % des voix exprimés. Les listes LREM, EELV et LR ont des résultats inférieures à celle de l'échelle nationale avec environ 7 % en moins pour LREM, 6 % en moins pour EELV et 1 % en moins pour LR.
Les élections municipales de 2020 confirment la stabilité des municipalités entre la gauche, le centre et la droite. Dans les communes de plus de 3 000 habitants, la gauche a 6 municipalités, la droite a 5 municipalité et le centre a 2 municipalité. Ce chiffre reste inchangé par rapport à 2014. Le RN conserve aussi sa seule municipalité, obtenue en 2014.
Les élections régionales de 2021 sont largement remportées à l'échelle régionale par la liste de droite du président sortant Xavier Bertrand, en triangulaire face à la liste RN de Sébastien Chenu et la liste d'union de la gauche menée par l'écologiste Karima Delli. L'Aisne attribue également une large avance à la liste LR, menée dans le département par Xavier Bertrand avec 57,22 des voix exprimés, suivi de la liste RN, menée dans le département par Philippe Torre, maire de Berlancourt avec 27,17 % des suffrages exprimés. La liste d'union de la gauche, menée par la communiste Marie-Ange Layer, enseignante à Château-Thierry termine en troisième position avec 15,61 % des voix exprimés. On note que le RN ne se retrouve pas en tête d'un scrutin régionale dès le premier tour et que la liste LREM, menée dans le département par Emmanuel Liévin, maire de Chauny, n'obtient aucun élu car elle a été battu dès le premier tour.
Après les élections de 2015 qui avaient vu la gauche perdre sa majorité au conseil départemental, les élections départementales de 2021 confirment la victoire de la majorité départementale sortante de droite. Par rapport à 2015, cette dernière obtient la majorité absolue avec 28 élus sur les 42 que compte le conseil départemental. La gauche prend le reste des 14 sièges du conseil départemental et progresse de 2 sièges. Le RN conserve aucun des 8 conseillers acquis lors des élections de 2015. Le binôme RN du canton de Villers-Cotterêts est d'ailleurs battu très légèrement au second tour alors que ce dernier a obtenu la majorité absolue au premier tour sans avoir un nombre de suffrages au moins égal à 25 % des électeurs inscrits d'où le besoin d'un second tour.

### Résultats de l'élection présidentielle de 2022 par circonscription
| Circonscription | 1er tour | 1er tour | 1er tour | 1er tour | 1er tour  | 1er tour |         | 2d tour | 2d tour | 2d tour | 2d tour |
| Circonscription | Macron   | +/-      | Le Pen   | +/-      | Mélenchon | +/-      | Macron  | +/-     | Le Pen  | +/-     |         |
| --------------- | -------- | -------- | -------- | -------- | --------- | -------- | ------- | ------- | ------- | ------- | ------- |
| Circonscription |          |          |          |          |           |          |         |         |         |         |         |
| 1re             | 22,17 %  | 3,59     | 40,01 %  | 4,21     | 14,53 %   | 1,94     | 39,78 % | 8,25    | 60,22 % | 8,25    |         |
| 2e              | 23,75 %  | 4,35     | 36,08 %  | 3,46     | 16,56 %   | 1,35     | 43,56 % | 7,52    | 56,44 % | 7,52    |         |
| 3e              | 20,69 %  | 5,43     | 44,60 %  | 4,62     | 12,73 %   | 2,55     | 34,55 % | 5,61    | 65,45 % | 5,61    |         |
| 4e              | 21,94 %  | 3,75     | 38,90 %  | 3,39     | 16,86 %   | 1,35     | 40,67 % | 6,92    | 59,33 % | 6,92    |         |
| 5e              | 21,81 %  | 1,55     | 37,41 %  | 2,55     | 16,34 %   | 1,69     | 41,43 % | 6,63    | 58,57 % | 6,63    |         |

Pour l'élection présidentielle de 2022, Marine Le Pen arrive largement en tête avec 39,25 % des suffrages exprimés au premier tour et obtient son meilleur score national face à ces adversaires comme en 2017. Emmanuel Macron arrive deuxième avec 22,04 %, suivi de Jean-Luc Mélenchon avec 15,49 % et d'Éric Zemmour avec 6,87 %. Valérie Pécresse et Yannick Jadot ne passe pas la barre des 5 % avec 4,11 % des suffrages exprimés pour l'une et 2,66 % des voix exprimés pour l'autre. Au second tour, comme en 2017, Marine Le Pen gagne dans le département avec 59,91 % face au président réélu Emmanuel Macron à 40,09 % et elle réalise dans le département son meilleur score national en métropole.

Candidats arrivés en tête dans chaque commune au 1er tour dans les circonscriptions du département de l'Aisne.
Candidats arrivés en tête dans chaque commune au 2e tour dans les circonscriptions du département de l'Aisne.

## Système électoral
Les élections législatives ont lieu au scrutin uninominal majoritaire à deux tours dans des circonscriptions uninominales.
Est élu au premier tour le candidat qui réunit la majorité absolue des suffrages exprimés et un nombre de voix au moins égal au quart (25 %) des électeurs inscrits dans la circonscription. Si aucun des candidats ne satisfait ces conditions, un second tour est organisé entre les candidats ayant réuni un nombre de voix au moins égal à un huitième des inscrits (12,5 %) ; les deux candidats arrivés en tête du premier tour se maintiennent néanmoins par défaut si un seul ou aucun d'entre eux n'a atteint ce seuil. Au second tour, le candidat arrivé en tête est déclaré élu.
Le seuil de qualification basé sur un pourcentage du total des inscrits et non des suffrages exprimés rend plus difficile l'accès au second tour lorsque l'abstention est élevée. Le système permet en revanche l'accès au second tour de plus de deux candidats si plusieurs d'entre eux franchissent le seuil de 12,5 % des inscrits. Les candidats en lice au second tour peuvent ainsi être trois, un cas de figure appelé « triangulaire ». Les second tours où s'affrontent quatre candidats, appelés « quadrangulaire » sont également possibles, mais beaucoup plus rares.

### Dates
Selon les dispositions du code électoral, les électeurs sont convoqués le 25 avril 2022 pour procéder à l'élection des députés à l'Assemblée nationale. Les dates des élections sont fixées les 12 et 19 juin 2022. Le scrutin est ouvert à 8 heures et clos à 18 heures dans le département.
Les déclarations de candidature doivent être déposées à la préfecture à Laon. Le dépôt doit avoir lieu entre le 16 et le 20 mai à 18 heures pour le premier tour,. À la clôture du dépôt, un tirage au sort a lieu pour chaque circonscription afin de déterminer l'ordre de présentation des candidats. Le préfet publie ensuite un arrêté donnant la liste des candidats pour le premier tour.
Pour le second tour, les déclarations de candidature doivent être déposées du 13 au 14 juin 2022 à 18 heures,. L'ordre de présentation des candidats est déterminé par les résultats du premier tour.

### Partis et nuances
Les résultats des élections sont publiés en France par le ministère de l'Intérieur, qui classe les partis en leur attribuant des nuances politiques. Ces dernières sont décidées par les préfets, qui les attribuent indifféremment de l'étiquette politique déclarée par les candidats, qui peut être celle d'un parti ou une candidature sans étiquette.
En 2022, seules les coalitions Ensemble (ENS) et Nouvelle Union populaire écologique et sociale (NUP), ainsi que le Parti radical de gauche (RDG), l'Union des démocrates et indépendants (UDI), Les Républicains (LR), le Rassemblement national (RN) et Reconquête (REC) se voient attribuer une nuance propre ,,.
Tous les autres partis se voient attribuer l'une ou l'autre des nuances suivantes : DXG (divers extrême gauche), DVG (divers gauche), ECO (écologiste), REG (régionaliste), DVC (divers centre), DVD (divers droite), DSV (droite souverainiste) et DXD (divers extrême droite). Des partis comme Debout la France ou Lutte ouvrière ne disposent ainsi pas de nuance propre, et leurs résultats nationaux ne sont pas publiés séparément par le ministère, car mélangés avec d'autres partis (respectivement dans les nuances DSV et DXG). Certains partis voient même leurs résultats divisés entre plusieurs nuances, tel le Parti pirate dont les candidats sont répartis entre nuances « divers » et « régionaliste ».

## Campagne et positionnement des partis

### Union de la gauche: NUPES
Un accord de coalition entre La France insoumise et Europe Écologie Les Verts est validé le 1er mai, rejoint le Parti communiste le 3 mai, suivi le 5 mai par le Parti socialiste après validation du conseil national du parti. Cette coalition prend le nom de Nouvelle Union populaire écologique et sociale et répartit l'attribution des circonscriptions entre les partis de la coalition.
Avant la création de la coalition, le député de la 3e circonscription, Jean-Louis Bricout, annoncé 18 avril son intention de briguer un 3e mandant comme candidat divers gauche sans être affilié à un parti politique.
Selon l'accord national de la NUPES, les 1re, 2e et 5e circonscriptions sont réservées à un candidat de la LFI. Le PCF obtient la 4e circonscription et le Parti socialiste présente un candidat dans la 3e circonscription.
La France insoumise investit comme candidat de la NUPES, Olivier Fenioux, syndicaliste CGT dans la 1re circonscription,, Marie-Line Langlois, enseignante dans la 2e circonscription et Stéphane Frère, professeur et maire de Bonnesvalyn dans la 5e circonscription. Pour des raisons de santé, Marie-Line Langlois décide quelque jour après son investiture de laisser sa place à son suppléant Sulyvan Ransquin dans la 2e circonscription.
Le Parti communiste choisit Aurélien Gall, secrétaire départemental et conseiller départemental du canton de Tergnier comme candidat de la NUPES dans la 4e circonscription. Le Parti socialiste décide de soutenir en donnant l'investiture de la NUPES au député sortant Jean-Louis Bricout dans la 3e circonscription, bien que ce dernier ait quitté l'année précédente le parti. Jean-Louis Bricout accepte d'ailleurs ce soutien et cette investiture en rejoignant la NUPES.
Malgré la NUPES, la militante communiste Corinne Bécourt décide de présenter sa candidature en dissidence dans la 2e circonscription avec le soutien de la section locale de Saint-Quentin, dont elle est la secrétaire. C'est sa troisième candidature après celle de 2016 et de 2017.

### «Confédération» de la majorité présidentielle: Ensemble
Dans l'Aisne, LREM, parti principale de la majorité, présidentielle dispose de trois députés sortants, Aude Bono-Vandorme dans la 1re circonscription, Marc Delatte dans la 4e circonscription et Jacques Krabal dans la 5e circonscription. Les deux premiers décident de briguer un nouveau mandant, mais Jacques Krabal décide le 4 mai de ne pas se représenter pour cette élection après avoir hésité,.
Avant l'élection présidentielle, les partis de la majorité présidentielle, LREM, MoDem, Horizons annoncent le 29 novembre 2021 la création d'une alliance en vue des élections législatives sous le nom d'Ensemble citoyen. Après l'élection présidentielle, cette alliance se transforme le 5 mai en une « confédération » sous le nom d'Ensemble pour les législatives.
La coalition de la majorité présidentielle dévoile le 7 mai une deuxième liste de candidats investis. Les députés sortants, Aude Bono-Vandorme et Marc Delatte, sont investis comme candidats de la majorité présidentielle dans la 1re circonscription et la 4e circonscription. Ensemble présente le 11 mai une dernière liste de candidats investis, dont 2 candidates dans l'Aisne. Elle décide de parachuter une candidate du parti Horizons, Fatima El Ouasdi, maire-adjointe de Rueil-Malmaison dans la 2e circonscription.
Dans la 5e circonscription, le maire de Château-Thierry, Sébastien Eugène, membre du PR, annonce le 6 janvier 2022 sa candidature aux législatives. Il le confirme en avril 2022 être candidat de la majorité présidentielle. Le député sortant Jacques Krabal propose le 3 mai la candidature de Jeanne Doyez-Roussel, sa suppléante et conseillère départementale du canton de Villers-Cotterêts comme candidate de la majorité présidentielle. Ensemble décide finalement le 11 mai de donner l'investiture à Jeanne Doyez-Roussel pour la 5e circonscription. Sébastien Eugène décide cependant de maintenir sa candidature en dissidence comme candidat de la majorité présidentielle, même si Jacques Krabal a appelé au retrait de sa candidature et à être le suppléant de Jeanne Doyez-Roussel.
Ensemble ne présente pas de candidat dans la 3e circonscription face au député sortant, Jean-Louis Bricout en raison du risque d'une victoire du RN qui a recueilli quasiment deux-tiers des voix au second tour de l'élection présidentielle et de la bonne implantation du député sortant.

### Union de la droite et du centre
À la droite de l'échiquier politique, le parti Les Républicains (LR) renouvelle la coalition de l'Union de la droite et du centre (UDC) avec ses alliés, l'Union des démocrates et indépendants (UDI) et Les Centristes (LC).
Dans l'Aisne, Les Républicains dispose d'un seule député sortant, Julien Dive dans la 2e circonscription. Ce dernier décide de briguer un nouveau mandant.
Pour les élections législatives, LR investissent d'abord Paul Mougenot, conseiller départemental du canton de Villeneuve-sur-Aisne comme candidat dans la 1re circonscription, puis David Bobin, maire de Vauxbuin et conseiller départemental du canton de Soissons-2 dans la 4e circonscription et Jade Gilquin, enseignante et conseillère municipale de Villers-Cotterêts dans la 5e circonscription,. Les Républicains choisissent enfin Jérôme Moineuse, maire de Lemé dans la 3e circonscription. Après les élections législatives, ces cinq candidatures sont confirmés au lendemain de l'élection présidentielle.
Pressenti comme candidat dans la 5e circonscription, le conseiller régional et maire UDI de Condé-en-Brie, Dominique Moyse, décide de ne pas être candidat aux législatives pour se concentrer pleinement sur ses deux mandats. Dans la 1re circonscription, Carole Ribeiro, maire de Couvron-et-Aumencourt et présidente de la communauté de communes du Pays de la Serre, annonce en janvier 2022 sa candidature pour les législatives, comme candidate indépendante de droite, même si elle a demandé l'investiture des Républicains pour cette élection,.

### Rassemblement national
Avec les excellents résultats réalisés par Marine Le Pen dans le département lors des élections présidentielles de 2022, le Rassemblement national espère gagner un ou plusieurs sièges de député dans le département après avoir connu un échec en 2017, où ce dernier n'a obtenu aucun élu, même s'il a été présent à chacun des seconds tours des cinq circonscriptions de l'Aisne,.
Pour ces élections législatives, le RN investit Nicolas Dragon, secrétaire départemental et conseiller municipal de Laon dans la 1re circonscription,. José Beaurain, conseiller municipal de Chauny reçoit l'investiture dans la 4e circonscription,. Le RN donne une nouvelle investiture à Paul-Henry Hansen-Catta, conseiller régional, dans la 3e circonscription après une première candidature en 2017 où ce dernier a été battu au second tour avec 39,55 % des voix exprimées face au député sortant, Jean-Louis Bricout,. Pressenti à nouveau comme candidat dans la 5e circonscription, Franck Briffaut, maire de Villers-Cotterêts, décide de ne pas être candidat. C'est son premier adjoint, Jocelyn Dessigny, directeur d'agence d'intérim, qui est investi comme candidat du Rassemblement national dans cette circonscription,.
Le RN investit enfin Lola Puissant, juriste et membre du mouvement L'Avenir français de Jean-Philippe Tanguy, qui a soutenu Marine Le Pen lors de l'élection présidentielle et affilié au RN, comme candidate dans la 2e circonscription,.

### Reconquête!
Face à l'échec d'une « Union des droites », le parti Reconquête ! décide de présenter cinq candidats dans le département aux élections législatives en s'alliant avec trois petits partis : le Centre national des indépendants et paysans de Bruno North, Via, la voie du peuple de Jean-Frédéric Poisson et le Mouvement conservateur de Laurence Trochu.
Dans l'Aisne, Reconquête ! investit Benjamin Cauchy, porte-parole du parti, ancien figure des Gilets jaunes et ancien conseiller municipal de Laon comme candidat dans la 1re circonscription,. Florence Triboulet reçoit l'investiture pour se présenter dans la 5e circonscription. Cécé Amewoui, conseillère bancaire, est investie candidate Reconquête dans la 2e circonscription. Le parti d'Éric Zemmour donnent l'investiture à Vanessa Vicente, enseignante, dans la 4e circonscription. Dans le cadre de l'alliance électorale, un candidat du CNIP, Hervé Bernardeau, médecin généraliste, reçoit l'investiture de Reconquête dans la 3e circonscription.

### La droite souverainiste: Union pour la France
Pour ces élections législatives, les partis Debout la France , Les Patriotes et Génération Frexit, menées respectivement par Nicolas Dupont-Aignan, Florian Philippot et Charles-Henri Gallois forment la coalition Union pour la France (UPF).
Dans l'Aisne, cette coalition présente un candidat dans quatre circonscriptions sur les cinq du département. Parmi ces quatre candidats, deux sont issus du parti Debout la France et deux viennent du parti des Patriotes. Debout la France investit les candidats Michel Degouy, maire de Fressancourt dans la 1re circonscription et Damien Créon dans la 4e circonscription. Les Patriotes donnent l'investiture comme candidat aux législatives à Agnès Chotin dans la 3e circonscription, et Joffrey Bollée dans la 5e circonscription.
Cette coalition ne propose pas de candidat dans la 2e circonscription.

### Autres
- Lutte ouvrière présente cinq candidats : Jean-Loup Pernelle dans la 1re circonscription[70], Anne Zanditénas dans la 2e circonscription[71], Laetitia Voisin dans la 3e circonscription[72], Flora Bouillaguet dans la 4e circonscription[73],[74] et Francis Garcia dans la 5e circonscription[75],[76],[77]. Parmi ces cinq candidats, Jean-Loup Pernelle est candidat successivement depuis l'élection de 1993. Anne Zanditénas et Laetitia Voisin sont candidates successivement depuis l'élection de 2002.
- Le Parti animaliste présente une candidate, Françoise Vacca, dans la 5e circonscription[78]. C'est sa seconde candidature aux élections législatives après celle de 2017 où elle a obtenu 1,84 % des voix exprimées au premier tour.
- Éric Lepeuple, entraineur sportif et commerçant de Saint-Quentin, est candidat sans étiquette pour les législatives dans la 2e circonscription[79].

## Résultats

### Élus
| Circonscription                                 | Député sortant     | Parti | Parti | Groupe | Député élu ou réélu | Parti | Parti | Groupe |
| ----------------------------------------------- | ------------------ | ----- | ----- | ------ | ------------------- | ----- | ----- | ------ |
| 1re                                             | Aude Bono-Vandorme |       | LREM  | LREM   | Nicolas Dragon      |       | RN    | RN     |
| 2e                                              | Julien Dive        |       | LR    | LR     | Julien Dive         |       | LR    | LR     |
| 3e                                              | Jean-Louis Bricout |       | ex-PS | SOC    | Jean-Louis Bricout  |       | DVG   | NI     |
| 4e                                              | Marc Delatte       |       | LREM  | LREM   | José Beaurain       |       | RN    | RN     |
| 5e                                              | Jacques Krabal*    |       | LREM  | LREM   | Jocelyn Dessigny    |       | RN    | RN     |
| * député sortant ne se représentant pas en 2022 |                    |       |       |        |                     |       |       |        |

### Taux de participation
| Taux de participation | 1er tour | 1er tour | 1er tour   | 2d tour | 2d tour | 2d tour    | Différence entre les deux tours |
| Taux de participation | En 2017  | En 2022  | Différence | En 2017 | En 2022 | Différence | Différence entre les deux tours |
| --------------------- | -------- | -------- | ---------- | ------- | ------- | ---------- | ------------------------------- |
| À midi                | 15,58 %  | 16,47 %  | 0,89       | 15,84 % | 17,60 % | 1,76       | 1,13                            |
| À 17 heures           | 34,93 %  | 36,80 %  | 1,87       | 33,83 % | 35,94 % | 2,11       | 0,86                            |
| Final                 | 47,38 %  | 45,92 %  | 1,46       | 43,85 % | 44,63 % | 0,78       | 1,29                            |

### Résultats à l'échelle du département

#### Résultats par coalition
| Parti et coalition                                           | Parti et coalition                                           | Parti et coalition             | Premier tour | Premier tour | Premier tour | Second tour   | Second tour   | Second tour | Total Sièges  | +/-           |
| Parti et coalition                                           | Parti et coalition                                           | Parti et coalition             | Voix         | %            | Sièges       | Voix          | %             | Sièges      | Total Sièges  | +/-           |
| ------------------------------------------------------------ | ------------------------------------------------------------ | ------------------------------ | ------------ | ------------ | ------------ | ------------- | ------------- | ----------- | ------------- | ------------- |
|                                                              |                                                              | Rassemblement national (RN)    | 46 308       | 27,56        | 0            | 68 034        | 44,33         | 3           | 3             | 3             |
|                                                              | L'Avenir français - Rassemblement national (LAF - RN)        | 9 331                          | 5,55         | 0            | 12 558       | 8,18          | 0             | 0           | Nv            |               |
| Total Rassemblement national et alliés (RN)                  | Total Rassemblement national et alliés (RN)                  | 55 639                         | 33,11        | 0            | 80 592       | 52,51         | 3             | 3           | 3             |               |
|                                                              |                                                              | La France insoumise (LFI)      | 19 485       | 11,60        | 0            | 12 403        | 8,08          | 0           | 0             | en stagnation |
|                                                              | Parti communiste français (PCF)                              | 7 461                          | 4,44         | 0            |              |               |               | 0           | en stagnation |               |
|                                                              | Sans étiquette (SE)                                          | 13 518                         | 8,04         | 0            | 15 612       | 10,17         | 1             | 1           | 1             |               |
| Total Nouvelle Union populaire écologique et sociale (NUPES) | Total Nouvelle Union populaire écologique et sociale (NUPES) | 40 464                         | 24,08        | 0            | 28 015       | 18,25         | 1             | 1           | en stagnation |               |
|                                                              |                                                              | La République en marche (LREM) | 21 785       | 12,96        | 0            | 27 404        | 17,85         | 0           | 0             | 3             |
|                                                              | Horizons (HOR)                                               | 3 755                          | 2,23         | 0            |              |               |               | 0           | Nv            |               |
| Total Ensemble (ENS)                                         | Total Ensemble (ENS)                                         | 25 540                         | 15,20        | 0            | 27 404       | 17,86         | 0             | 0           | 3             |               |
|                                                              |                                                              | Les Républicains (LR)          | 25 314       | 15,06        | 0            | 17 463        | 11,38         | 1           | 1             | en stagnation |
| Total Union de la droite et du centre (UDC)                  | Total Union de la droite et du centre (UDC)                  | 25 314                         | 15,06        | 0            | 17 463       | 11,38         | 1             | 1           | en stagnation |               |
|                                                              | Dissident Ensemble                                           | Dissident Ensemble             | 6 093        | 3,63         | 0            |               |               |             | 0             | Nv            |
|                                                              |                                                              | Reconquête (REC)               | 4 460        | 2,65         | 0            | 0             | Nv            |             |               |               |
|                                                              | Centre national des indépendants et paysans (CNIP)           | 1 617                          | 0,96         | 0            | 0            | Nv            |               |             |               |               |
| Total Reconquête et alliés (REC)                             | Total Reconquête et alliés (REC)                             | 6 077                          | 3,62         | 0            | 0            | Nv            |               |             |               |               |
|                                                              | Lutte ouvrière (LO)                                          | Lutte ouvrière (LO)            | 2 744        | 1,63         | 0            | 0             | en stagnation |             |               |               |
|                                                              |                                                              | Debout la France (DLF)         | 1 259        | 0,75         | 0            | 0             | en stagnation |             |               |               |
|                                                              | Les Patriotes (LP)                                           | 1 176                          | 0,70         | 0            | 0            | Nv            |               |             |               |               |
| Total Union pour la France (UPF)                             | Total Union pour la France (UPF)                             | 2 435                          | 1,45         | 0            | 0            | en stagnation |               |             |               |               |
|                                                              | Dissidents Les Républicains                                  | Dissidents Les Républicains    | 2 052        | 1,22         | 0            | 0             | Nv            |             |               |               |
|                                                              | Parti animaliste (PA)                                        | Parti animaliste (PA)          | 892          | 0,53         | 0            | 0             | en stagnation |             |               |               |
|                                                              | Dissidents NUPES                                             | Dissidents NUPES               | 505          | 0,30         | 0            | 0             | Nv            |             |               |               |
|                                                              | Sans étiquette (SE)                                          | Sans étiquette (SE)            | 288          | 0,17         | 0            | 0             | en stagnation |             |               |               |
|                                                              |                                                              |                                |              |              |              |               |               |             |               |               |
| Suffrages exprimés                                           | Suffrages exprimés                                           | Suffrages exprimés             | 168 043      | 97,77        |              | 153 474       | 91,87         |             |               |               |
| Votes blancs                                                 | Votes blancs                                                 | Votes blancs                   | 2 781        | 1,62         | 10 300       | 6,17          |               |             |               |               |
| Votes nuls                                                   | Votes nuls                                                   | Votes nuls                     | 1 054        | 0,61         | 3 277        | 1,96          |               |             |               |               |
| Total                                                        | Total                                                        | Total                          | 171 878      | 100          | 0            | 167 051       | 100           | 5           | 5             | en stagnation |
| Abstentions                                                  | Abstentions                                                  | Abstentions                    | 202 419      | 54,08        |              | 207 256       | 55,37         |             |               |               |
| Inscrits/Participation                                       | Inscrits/Participation                                       | Inscrits/Participation         | 374 297      | 45,92        | 374 307      | 44,63         |               |             |               |               |

#### Résultats par nuance
| Nuance                 | Nuance                                         | Nuance                 | Premier tour | Premier tour | Premier tour | Second tour | Second tour   | Second tour | Total Sièges | +/-           |  |
| Nuance                 | Nuance                                         | Nuance                 | Voix         | %            | Sièges       | Voix        | %             | Sièges      | Total Sièges | +/-           |  |
| ---------------------- | ---------------------------------------------- | ---------------------- | ------------ | ------------ | ------------ | ----------- | ------------- | ----------- | ------------ | ------------- |  |
|                        | Rassemblement national                         | RN                     | 55 639       | 33,11        | 0            | 80 592      | 52,51         | 3           | 3            | 3             |  |
|                        | Nouvelle Union populaire écologique et sociale | NUP                    | 40 464       | 24,08        | 0            | 28 015      | 18,25         | 1           | 1            | en stagnation |  |
|                        | Ensemble !                                     | ENS                    | 25 540       | 15,20        | 0            | 27 404      | 17,86         | 0           | 0            | 3             |  |
|                        | Les Républicains                               | LR                     | 25 314       | 15,06        | 0            | 17 463      | 11,38         | 1           | 1            | en stagnation |  |
|                        | Divers centre                                  | DVC                    | 6 093        | 3,63         | 0            |             |               |             | 0            | Nv            |  |
|                        | Reconquête                                     | REC                    | 6 077        | 3,62         | 0            | 0           | Nv            |             |              |               |  |
|                        | Divers extrême gauche                          | DXG                    | 2 744        | 1,63         | 0            | 0           | en stagnation |             |              |               |  |
|                        | Droite souverainiste                           | DSV                    | 2 435        | 1,45         | 0            | 0           | en stagnation |             |              |               |  |
|                        | Divers droite                                  | DVD                    | 2 052        | 1,22         | 0            | 0           | en stagnation |             |              |               |  |
|                        | Ecologistes                                    | ECO                    | 892          | 0,53         | 0            | 0           | en stagnation |             |              |               |  |
|                        | Divers gauche                                  | DVG                    | 505          | 0,30         | 0            | 0           | en stagnation |             |              |               |  |
|                        | Divers                                         | DIV                    | 288          | 0,17         | 0            | 0           | en stagnation |             |              |               |  |
|                        |                                                |                        |              |              |              |             |               |             |              |               |  |
| Suffrages exprimés     | Suffrages exprimés                             | Suffrages exprimés     | 168 043      | 97,77        |              | 153 474     | 91,87         |             |              |               |  |
| Votes blancs           | Votes blancs                                   | Votes blancs           | 2 781        | 1,62         | 10 300       | 6,17        |               |             |              |               |  |
| Votes nuls             | Votes nuls                                     | Votes nuls             | 1 054        | 0,61         | 3 277        | 1,96        |               |             |              |               |  |
| Total                  | Total                                          | Total                  | 171 878      | 100          | 0            | 167 051     | 100           | 5           | 5            | en stagnation |  |
| Abstentions            | Abstentions                                    | Abstentions            | 202 419      | 54,08        |              | 207 256     | 55,37         |             |              |               |  |
| Inscrits/Participation | Inscrits/Participation                         | Inscrits/Participation | 374 297      | 45,92        | 374 307      | 44,63       |               |             |              |               |  |

### Cartes

Nuance politique des candidats arrivés en tête dans chaque commune au 1er tour dans le département de l'Aisne.
Nuance politique des candidats arrivés en tête dans chaque circonscription au 1er tour dans l'Aisne avec celle des candidats se maintenant au second tour.
Nuance politique des candidats arrivés en tête dans chaque commune au 2e tour dans le département de l'Aisne.
Nuance politique des députés élus dans chaque circonscription au 2e tour dans l'Aisne.

### Résultats par circonscription

#### Première circonscription
- Députée sortante : Aude Bono-Vandorme (La République en marche).

| Candidat                 | Candidat                 | Parti et coalition       | Nuance                   | Premier tour | Premier tour | Second tour | Second tour |
| Candidat                 | Candidat                 | Parti et coalition       | Nuance                   | Voix         | %            | Voix        | %           |
| ------------------------ | ------------------------ | ------------------------ | ------------------------ | ------------ | ------------ | ----------- | ----------- |
|                          | Nicolas Dragon           | RN                       | RN                       | 11 245       | 33,14        | 17 049      | 54,53       |
|                          | Aude Bono-Vandorme       | LREM (ENS)               | ENS                      | 7 939        | 23,40        | 14 217      | 45,47       |
|                          | Olivier Fenioux,         | LFI (NUPES)              | NUP                      | 6 463        | 19,05        |             |             |
|                          | Paul Mougenot            | LR (UDC)                 | LR                       | 3 853        | 11,35        |             |             |
|                          | Carole Ribeiro,          | LR diss.                 | DVD                      | 2 052        | 6,05         |             |             |
|                          | Benjamin Cauchy          | REC                      | REC                      | 1 312        | 3,87         |             |             |
|                          | Michel Degouy            | DLF (UPF)                | DSV                      | 570          | 1,68         |             |             |
|                          | Jean-Loup Pernelle       | LO                       | DXG                      | 500          | 1,47         |             |             |
|                          |                          |                          |                          |              |              |             |             |
| Votes valides            | Votes valides            | Votes valides            | Votes valides            | 33 934       | 97,77        | 31 266      | 92,68       |
| Votes blancs             | Votes blancs             | Votes blancs             | Votes blancs             | 546          | 1,57         | 1 869       | 5,54        |
| Votes nuls               | Votes nuls               | Votes nuls               | Votes nuls               | 227          | 0,66         | 602         | 1,78        |
| Total                    | Total                    | Total                    | Total                    | 34 707       | 100          | 33 737      | 100         |
| Abstention               | Abstention               | Abstention               | Abstention               | 37 772       | 52,11        | 38 746      | 53,46       |
| Inscrits / participation | Inscrits / participation | Inscrits / participation | Inscrits / participation | 72 479       | 47,89        | 72 483      | 46,54       |

Nicolas Dragon, candidat du Rassemblement national, est élu député au 2d tour face à la députée sortante Aude Bono-Vandorme avec près de 55% des suffrages exprimés.

#### Deuxième circonscription
- Député sortant : Julien Dive (Les Républicains).

| Candidat                 | Candidat                 | Parti et coalition       | Nuance                   | Premier tour | Premier tour | Second tour | Second tour |
| Candidat                 | Candidat                 | Parti et coalition       | Nuance                   | Voix         | %            | Voix        | %           |
| ------------------------ | ------------------------ | ------------------------ | ------------------------ | ------------ | ------------ | ----------- | ----------- |
|                          | Julien Dive              | LR (UDC)                 | LR                       | 11 704       | 35,91        | 17 463      | 58,17       |
|                          | Lola Puissant            | LAF - RN                 | RN                       | 9 331        | 28,63        | 12 558      | 41,83       |
|                          | Sulyvan Ransquin         | LFI (NUPES)              | NUP                      | 5 757        | 17,66        |             |             |
|                          | Fatima El Ouasdi         | HOR (ENS)                | ENS                      | 3 755        | 11,52        |             |             |
|                          | Cécé Amewoui             | REC                      | REC                      | 938          | 2,88         |             |             |
|                          | Corinne Bécourt          | PCF diss.                | DVG                      | 505          | 1,55         |             |             |
|                          | Anne Zanditénas          | LO                       | DXG                      | 315          | 0,97         |             |             |
|                          | Éric Lepeuple            | SE                       | DIV                      | 288          | 0,88         |             |             |
|                          |                          |                          |                          |              |              |             |             |
| Votes valides            | Votes valides            | Votes valides            | Votes valides            | 32 593       | 98,02        | 30 021      | 94,28       |
| Votes blancs             | Votes blancs             | Votes blancs             | Votes blancs             | 473          | 1,42         | 1 332       | 4,18        |
| Votes nuls               | Votes nuls               | Votes nuls               | Votes nuls               | 187          | 0,56         | 489         | 1,54        |
| Total                    | Total                    | Total                    | Total                    | 33 253       | 100          | 31 842      | 100         |
| Abstention               | Abstention               | Abstention               | Abstention               | 39 923       | 54,56        | 41 347      | 56,49       |
| Inscrits / participation | Inscrits / participation | Inscrits / participation | Inscrits / participation | 73 176       | 45,44        | 73 189      | 43,51       |

Julien Dive, député Les Républicains de la circonscription depuis 2016, est réélu au 2d tour avec plus de 58% des suffrages exprimés face à la candidate du Rassemblement national.

#### Troisième circonscription
- Député sortant : Jean-Louis Bricout (ex-Parti socialiste).

| Candidat                 | Candidat                 | Parti et coalition       | Nuance                   | Premier tour | Premier tour | Second tour | Second tour |
| Candidat                 | Candidat                 | Parti et coalition       | Nuance                   | Voix         | %            | Voix        | %           |
| ------------------------ | ------------------------ | ------------------------ | ------------------------ | ------------ | ------------ | ----------- | ----------- |
|                          | Jean-Louis Bricout,      | SE (NUPES)               | NUP                      | 13 518       | 45,88        | 15 612      | 54,93       |
|                          | Paul-Henry Hansen-Catta  | RN                       | RN                       | 9 518        | 32,31        | 12 809      | 45,07       |
|                          | Jérôme Moineuse          | LR (UDC)                 | LR                       | 3 584        | 12,17        |             |             |
|                          | Hervé Bernardeau         | CNIP (REC)               | REC                      | 1 617        | 5,49         |             |             |
|                          | Laetitia Voisin          | LO                       | DXG                      | 762          | 2,59         |             |             |
|                          | Agnès Chotin             | LP (UPF)                 | DSV                      | 462          | 1,57         |             |             |
|                          |                          |                          |                          |              |              |             |             |
| Votes valides            | Votes valides            | Votes valides            | Votes valides            | 29 461       | 97,12        | 28 421      | 94,66       |
| Votes blancs             | Votes blancs             | Votes blancs             | Votes blancs             | 626          | 2,06         | 1 137       | 3,79        |
| Votes nuls               | Votes nuls               | Votes nuls               | Votes nuls               | 248          | 0,82         | 467         | 1,56        |
| Total                    | Total                    | Total                    | Total                    | 30 335       | 100          | 30 025      | 100         |
| Abstention               | Abstention               | Abstention               | Abstention               | 36 374       | 54,53        | 36 693      | 55,00       |
| Inscrits / participation | Inscrits / participation | Inscrits / participation | Inscrits / participation | 66 709       | 45,47        | 66 718      | 45,00       |

Jean-Louis Bricout, député de la circonscription depuis 2012, se présente en indépendant à l'élection après avoir quitté le Parti socialiste. Il bénéficie néanmoins de l'investiture de celui-ci, du soutien de la NUPES et de l'absence d'un candidat d'Ensemble. Après être arrivé largement en tête du 1er tour, il est réélu avec près de 55% des suffrages exprimés au 2d face au candidat du Rassemblement national.

#### Quatrième circonscription
- Député sortant : Marc Delatte (La République en marche).

| Candidat                 | Candidat                 | Parti et coalition       | Nuance                   | Premier tour | Premier tour | Second tour | Second tour |
| Candidat                 | Candidat                 | Parti et coalition       | Nuance                   | Voix         | %            | Voix        | %           |
| ------------------------ | ------------------------ | ------------------------ | ------------------------ | ------------ | ------------ | ----------- | ----------- |
|                          | José Beaurain            | RN                       | RN                       | 11 973       | 35,72        | 17 587      | 57,15       |
|                          | Marc Delatte             | LREM (ENS)               | ENS                      | 7 632        | 22,77        | 13 187      | 42,85       |
|                          | Aurélien Gall,           | PCF (NUPES)              | NUP                      | 7 461        | 22,26        |             |             |
|                          | David Bobin              | LR (UDC)                 | LR                       | 4 300        | 12,83        |             |             |
|                          | Vanessa Vicente          | REC                      | REC                      | 810          | 2,42         |             |             |
|                          | Damien Créon             | DLF (UPF)                | DSV                      | 689          | 2,06         |             |             |
|                          | Flora Bouillaguet        | LO                       | DXG                      | 652          | 1,95         |             |             |
|                          |                          |                          |                          |              |              |             |             |
| Votes valides            | Votes valides            | Votes valides            | Votes valides            | 33 517       | 97,81        | 30 774      | 92,33       |
| Votes blancs             | Votes blancs             | Votes blancs             | Votes blancs             | 548          | 1,60         | 1 886       | 5,66        |
| Votes nuls               | Votes nuls               | Votes nuls               | Votes nuls               | 201          | 0,59         | 669         | 2,01        |
| Total                    | Total                    | Total                    | Total                    | 34 266       | 100          | 33 329      | 100         |
| Abstention               | Abstention               | Abstention               | Abstention               | 44 526       | 56,51        | 45 449      | 57,69       |
| Inscrits / participation | Inscrits / participation | Inscrits / participation | Inscrits / participation | 78 792       | 43,49        | 78 778      | 42,31       |

José Beaurain, candidat du Rassemblement national, est élu député au 2d tour face au député sortant Marc Delatte avec plus de 57% des suffrages exprimés.

#### Cinquième circonscription
- Député sortant : Jacques Krabal (La République en marche).

| Candidat                 | Candidat                 | Parti et coalition       | Nuance                   | Premier tour | Premier tour | Second tour | Second tour |
| Candidat                 | Candidat                 | Parti et coalition       | Nuance                   | Voix         | %            | Voix        | %           |
| ------------------------ | ------------------------ | ------------------------ | ------------------------ | ------------ | ------------ | ----------- | ----------- |
|                          | Jocelyn Dessigny         | RN                       | RN                       | 13 572       | 35,22        | 20 589      | 62,41       |
|                          | Stéphane Frère           | LFI (NUPES)              | NUP                      | 7 265        | 18,85        | 12 403      | 37,59       |
|                          | Jeanne Roussel           | LREM (ENS)               | ENS                      | 6 214        | 16,12        |             |             |
|                          | Sébastien Eugène,        | PRV diss.                | DVC                      | 6 093        | 15,81        |             |             |
|                          | Jade Gilquin             | LR (UDC)                 | LR                       | 1 873        | 4,86         |             |             |
|                          | Florence Triboulet       | REC                      | REC                      | 1 400        | 3,63         |             |             |
|                          | Françoise Vacca          | PA                       | ECO                      | 892          | 2,31         |             |             |
|                          | Joffrey Bollée           | LP (UPF)                 | DSV                      | 714          | 1,85         |             |             |
|                          | Francis Garcia           | LO                       | DXG                      | 515          | 1,34         |             |             |
|                          |                          |                          |                          |              |              |             |             |
| Votes valides            | Votes valides            | Votes valides            | Votes valides            | 38 538       | 98,02        | 32 992      | 86,55       |
| Votes blancs             | Votes blancs             | Votes blancs             | Votes blancs             | 588          | 1,50         | 4 076       | 10,69       |
| Votes nuls               | Votes nuls               | Votes nuls               | Votes nuls               | 191          | 0,49         | 1 050       | 2,75        |
| Total                    | Total                    | Total                    | Total                    | 39 317       | 100          | 38 118      | 100         |
| Abstention               | Abstention               | Abstention               | Abstention               | 43 824       | 52,71        | 45 021      | 54,15       |
| Inscrits / participation | Inscrits / participation | Inscrits / participation | Inscrits / participation | 83 141       | 47,29        | 83 139      | 45,85       |

La majorité présidentielle, dont est issue le député sortant qui a choisi de ne pas se représenter, est divisée et échoue à se qualifier pour le 2d tour. Lors de celui-ci, Jocelyn Dessigny, candidat du Rassemblement national, est largement élu député avec plus de 62% des suffrages exprimés face au candidat de La France Insoumise.